# بلتلکام
بلتلکام (روسی: Beltelekom) شرکت مخابرات بلاروس است، که در سال ۱۹۹۵ تأسیس شد.